# Chambon-sur-Lac
Pour les articles homonymes, voir Chambon.
Chambon-sur-Lac est une commune française située dans le département du Puy-de-Dôme, en région Auvergne-Rhône-Alpes.

## Géographie

### Localisation
Située dans les monts Dore dans le parc naturel régional des Volcans d'Auvergne, la commune de Chambon-sur-Lac est comme son nom l'indique au bord du lac Chambon, lac d'origine volcanique. La Tarentaine comme son affluent le ruisseau de Taraffet prennent leur source au sud-ouest du territoire communal.
Le territoire de la commune abrite la réserve naturelle nationale de la vallée de Chaudefour et de nombreux sommets des monts Dore parmi les plus hauts de la région : puy de Sancy (1 886 m), puy Ferrand (1 854 m), puy de la Perdrix (1 824 m) etc.

### Communes limitrophes
Sept communes sont limitrophes de Chambon-sur-Lac :
|                       | Saulzet-le-Froid         |                         |
| Mont-Dore             | Chambon-sur-Lac          | Murol                   |
| Chastreix, Picherande | Besse-et-Saint-Anastaise | Saint-Victor-la-Rivière |

### Climat
Pour des articles plus généraux, voir Climat d'Auvergne-Rhône-Alpes et Climat du Puy-de-Dôme.
En 2010, le climat de la commune est de type climat de montagne, selon une étude du Centre national de la recherche scientifique s'appuyant sur une série de données couvrant la période 1971-2000. En 2020, Météo-France publie une typologie des climats de la France métropolitaine dans laquelle la commune est exposée à un climat de montagne ou de marges de montagne et est dans la région climatique Ouest et nord-ouest du Massif Central, caractérisée par une pluviométrie annuelle de 900 à 1 500 mm, maximale en automne et en hiver.
Pour la période 1971-2000, la température annuelle moyenne est de 8,2 °C, avec une amplitude thermique annuelle de 15,2 °C. Le cumul annuel moyen de précipitations est de 1 140 mm, avec 11,7 jours de précipitations en janvier et 8,6 jours en juillet. Pour la période 1991-2020, la température moyenne annuelle observée sur la station météorologique de Météo-France la plus proche, « Le Mont-Dore Bg », sur la commune de Mont-Dore à 7 km à vol d'oiseau, est de 8,2 °C et le cumul annuel moyen de précipitations est de 1 783,3 mm,. Pour l'avenir, les paramètres climatiques de la commune estimés pour 2050 selon différents scénarios d'émission de gaz à effet de serre sont consultables sur un site dédié publié par Météo-France en novembre 2022.

## Urbanisme

### Typologie
Au 1er janvier 2024, Chambon-sur-Lac est catégorisée commune rurale à habitat très dispersé, selon la nouvelle grille communale de densité à sept niveaux définie par l'Insee en 2022.
Elle est située hors unité urbaine. Par ailleurs la commune fait partie de l'aire d'attraction de Clermont-Ferrand, dont elle est une commune de la couronne,. Cette aire, qui regroupe 209 communes, est catégorisée dans les aires de 200 000 à moins de 700 000 habitants,.

### Occupation des sols
L'occupation des sols de la commune, telle qu'elle ressort de la base de données européenne d’occupation biophysique des sols Corine Land Cover (CLC), est marquée par l'importance des forêts et milieux semi-naturels (70,5 % en 2018), en diminution par rapport à 1990 (71,9 %). La répartition détaillée en 2018 est la suivante : milieux à végétation arbustive et/ou herbacée (46,2 %), prairies (24,4 %), forêts (24,3 %), zones agricoles hétérogènes (2,2 %), zones urbanisées (1,5 %), eaux continentales (0,8 %), espaces verts artificialisés, non agricoles (0,5 %). 
L'évolution de l’occupation des sols de la commune et de ses infrastructures peut être observée sur les différentes représentations cartographiques du territoire : la carte de Cassini (XVIIIe siècle), la carte d'état-major (1820-1866) et les cartes ou photos aériennes de l'IGN pour la période actuelle (1950 à aujourd'hui).

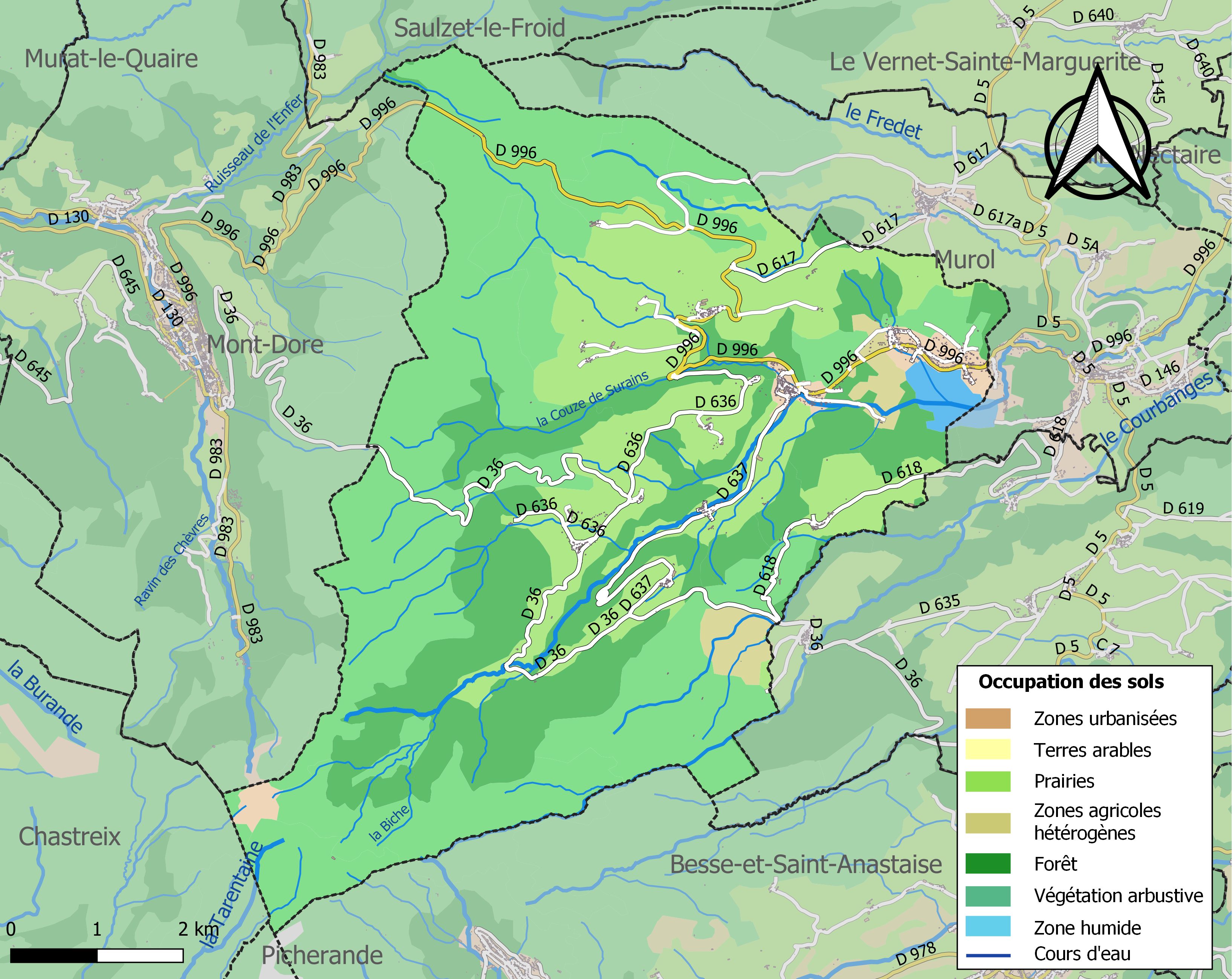
Carte des infrastructures et de l'occupation des sols de la commune en 2018 (CLC).

### Voies de communication et transports
Le village de Chambon-sur-Lac est traversé par la route départementale 996, reliant Le Mont-Dore à Issoire et à Clermont-Ferrand.
Le territoire communal est également desservi par les routes départementales 36 (liaison du Mont-Dore à Besse par le col de la Croix Saint-Robert), 617 (vers Beaune-le-Froid, lieu-dit de Murol), 618, 636 (vers Chambon-des-Neiges) et 637 (du chef-lieu à Montmie).

## Toponymie

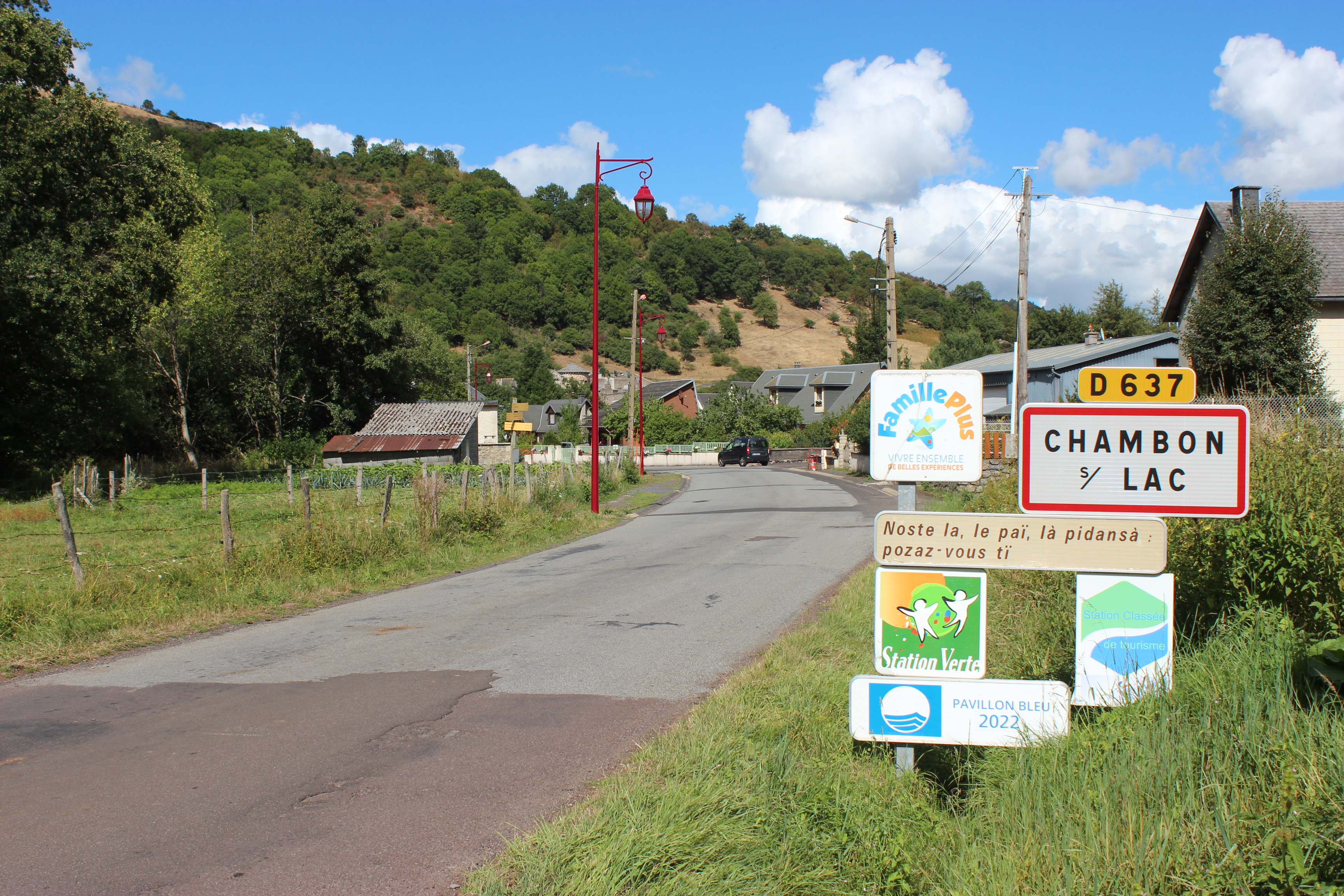
Panneau en auvergnat (écriture auvergnate unifiée) et autres à l'entrée du bourg.

Le terme « chambon » désigne un confluent ou la courbe d'une rivière, du gaulois Camb, signifiant recourbé, et pouvait être utilisé pour désigner un lieu limité par une courbe.
La commune se nomme Chambou en auvergnat (écriture auvergnate unifiée / phonétique) mais s'écrit Chambon en graphie classique. Cela se prononce quelle que soit la graphie /t͡sɑ̃m.ˈbu/,.

## Politique et administration

### Découpage territorial
La commune de Chambon-sur-Lac est membre de la communauté de communes du Massif du Sancy, un établissement public de coopération intercommunale (EPCI) à fiscalité propre créé le 10 décembre 1999 dont le siège est au Mont-Dore. Ce dernier est par ailleurs membre d'autres groupements intercommunaux.
Sur le plan administratif, elle est rattachée à l'arrondissement d'Issoire, à la circonscription administrative de l'État du Puy-de-Dôme et à la région Auvergne-Rhône-Alpes. Jusqu'en mars 2015, elle faisait partie du canton de Besse-et-Saint-Anastaise.
Sur le plan électoral, elle dépend du canton du Sancy pour l'élection des conseillers départementaux, depuis le redécoupage cantonal de 2014 entré en vigueur en 2015, et de la troisième circonscription du Puy-de-Dôme pour les élections législatives, depuis le dernier découpage électoral de 2010.

### Élections municipales et communautaires

#### Élections de 2020
Le conseil municipal de Chambon-sur-Lac, commune de moins de 1 000 habitants, est élu au scrutin majoritaire plurinominal à deux tours avec candidatures isolées ou groupées et possibilité de panachage. Compte tenu de la population communale, le nombre de sièges à pourvoir lors des élections municipales de 2020 est de 11. La totalité des candidats en lice est élue dès le premier tour, le 15 mars 2020, avec un taux de participation de 71,46 %.

#### Chronologie des maires
| Période                                  | Période                       | Identité          | Étiquette | Qualité                                                                     |
| ---------------------------------------- | ----------------------------- | ----------------- | --------- | --------------------------------------------------------------------------- |
| Les données manquantes sont à compléter. |                               |                   |           |                                                                             |
| 1983                                     | 28 mai 2020                   | Daniel Roux       |           | 3e vice-président de la communauté de communes du Massif du Sancy (en 2014) |
| 28 mai 2020                              | En cours (au 12 juillet 2025) | Emmanuel Labasse, |           | Loueur saisonnier                                                           |

## Population et société

### Démographie
L'évolution du nombre d'habitants est connue à travers les recensements de la population effectués dans la commune depuis 1793. Pour les communes de moins de 10 000 habitants, une enquête de recensement portant sur toute la population est réalisée tous les cinq ans, les populations de référence des années intermédiaires étant quant à elles estimées par interpolation ou extrapolation. Pour la commune, le premier recensement exhaustif entrant dans le cadre du nouveau dispositif a été réalisé en 2006.

En 2022, la commune comptait 407 habitants, en évolution de −0,73 % par rapport à 2016 (Puy-de-Dôme : +2,1 %, France hors Mayotte : +2,11 %).
| 1793 | 1800 | 1806 | 1821  | 1831  | 1836  | 1841  | 1846  | 1851  |
| ---- | ---- | ---- | ----- | ----- | ----- | ----- | ----- | ----- |
| 899  | 886  | 913  | 1 051 | 1 115 | 1 124 | 1 107 | 1 147 | 1 096 |

| 1856  | 1861  | 1866  | 1872  | 1876 | 1881 | 1886  | 1891 | 1896 |
| ----- | ----- | ----- | ----- | ---- | ---- | ----- | ---- | ---- |
| 1 156 | 1 041 | 1 038 | 1 025 | 994  | 975  | 1 021 | 882  | 853  |

| 1901 | 1906 | 1911 | 1921 | 1926 | 1931 | 1936 | 1946 | 1954 |
| ---- | ---- | ---- | ---- | ---- | ---- | ---- | ---- | ---- |
| 865  | 860  | 810  | 683  | 654  | 653  | 609  | 566  | 536  |

| 1962 | 1968 | 1975 | 1982 | 1990 | 1999 | 2006 | 2011 | 2016 |
| ---- | ---- | ---- | ---- | ---- | ---- | ---- | ---- | ---- |
| 484  | 450  | 395  | 365  | 372  | 373  | 349  | 351  | 410  |

| 2021 | 2022 | - | - | - | - | - | - | - |
| ---- | ---- | - | - | - | - | - | - | - |
| 413  | 407  | - | - | - | - | - | - | - |

### Manifestations culturelles et festivités
La Course de côte du Mont-Dore, ou Course de côte du Mont Dore / Chambon-sur-Lac, est une compétition automobile internationale disputée au pied du puy de Sancy sur trois journées peu avant la mi-août. Elle est réservée à des véhicules de tourisme, de Production, ainsi qu'à des prototypes et à des monoplaces.

### Sports et loisirs

#### Cyclisme
Chambon-sur-Lac se trouve au pied du col de la Croix-Morand, du Rocher de l'Aigle et du col de la Croix Saint-Robert, lieux de passage du Tour de France.
Tous les ans au mois de juin, le trophée des grimpeurs organise des montées cyclistes chronométrées sur les pentes des deux cols. Un triathlon autour du lac est également au programme chaque année.
La commune est ville-hôte du grand départ du Critérium du Dauphiné 2023. Le 4 juin 2023, elle était à la fois ville de départ et d'arrivée de la 1re étape longue de 158 km (via Murol, le col de Guéry, Le Mont-Dore, La Tour-d'Auvergne et Besse).

#### Trail-running
Chambon-sur-Lac est un lieu privilégié pour la pratique du trail, et de la course en montagne, notamment dans les secteurs de la vallée de Chaudefour et des crêtes par le GR4, mais aussi depuis l'ancienne station de ski Chambon-des-Neiges.
Les Trails du Sancy et la Sancylienne se déroulent chaque année en partie sur le territoire de la commune, au mois de septembre.

#### Randonnée
Le sentier de grande randonnée 4 traverse la commune du puy de Sancy au col de la Croix-Morand.

## Culture locale et patrimoine

### Lieux et monuments
- Chapelle funéraire de Chambon-sur-Lac.
- Château médiéval de Varennes.
- Église Saint-Étienne de Chambon-sur-Lac.
- Lac Chambon, station balnéaire du Sancy, avec tour du lac.

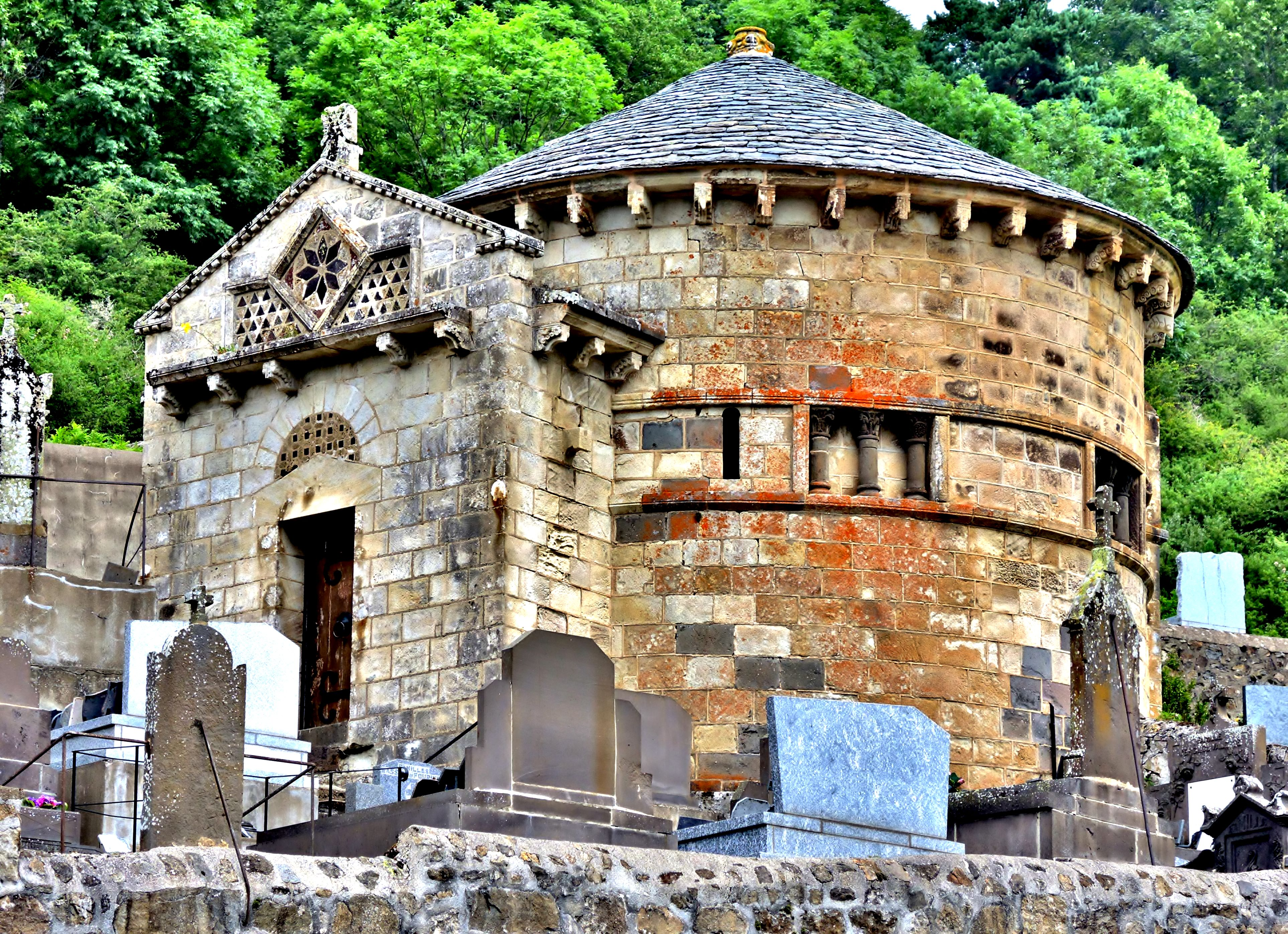
Chapelle du cimetière.
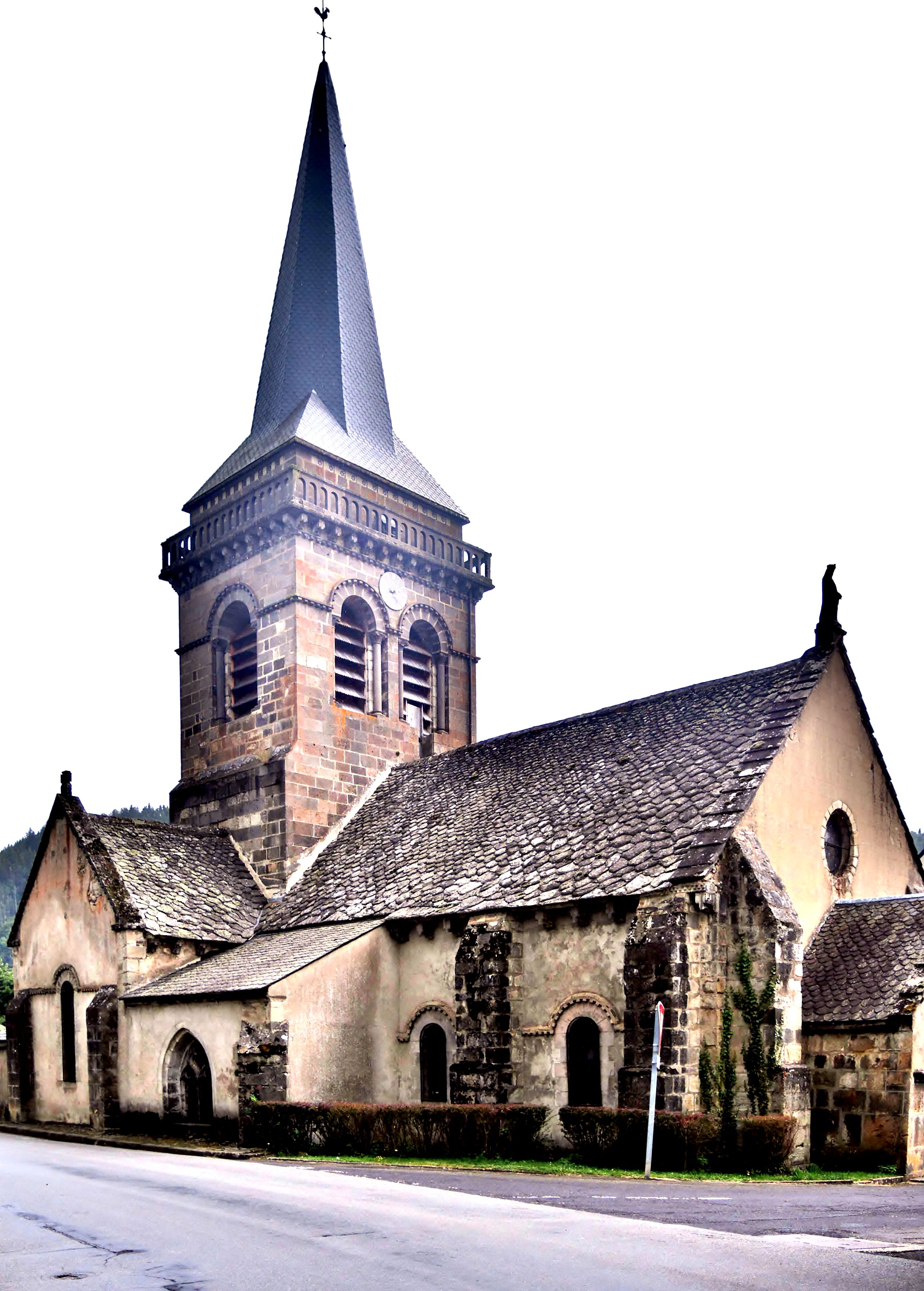
Église Saint-Étienne.
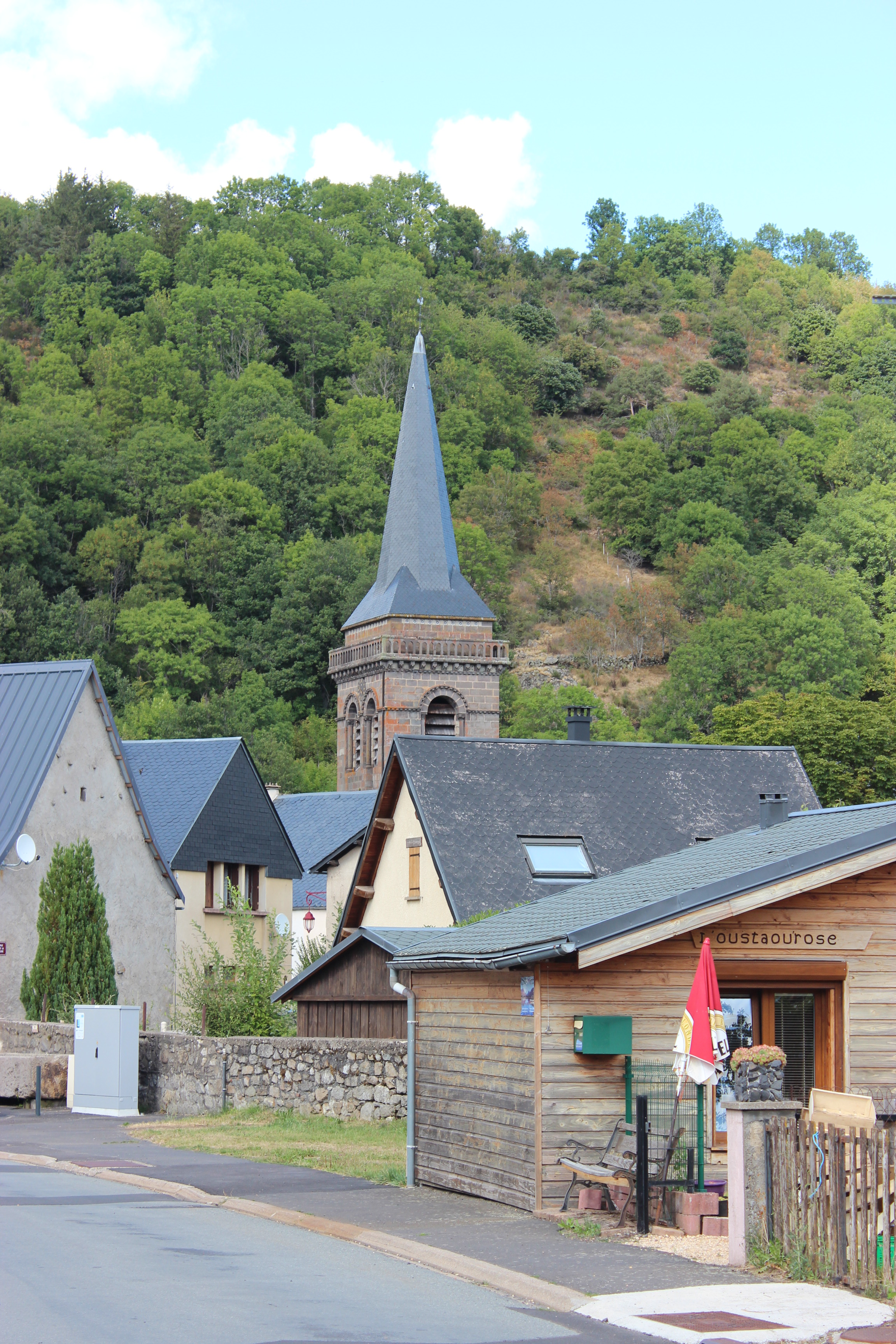
L'église et l'Oustaou' Rose.
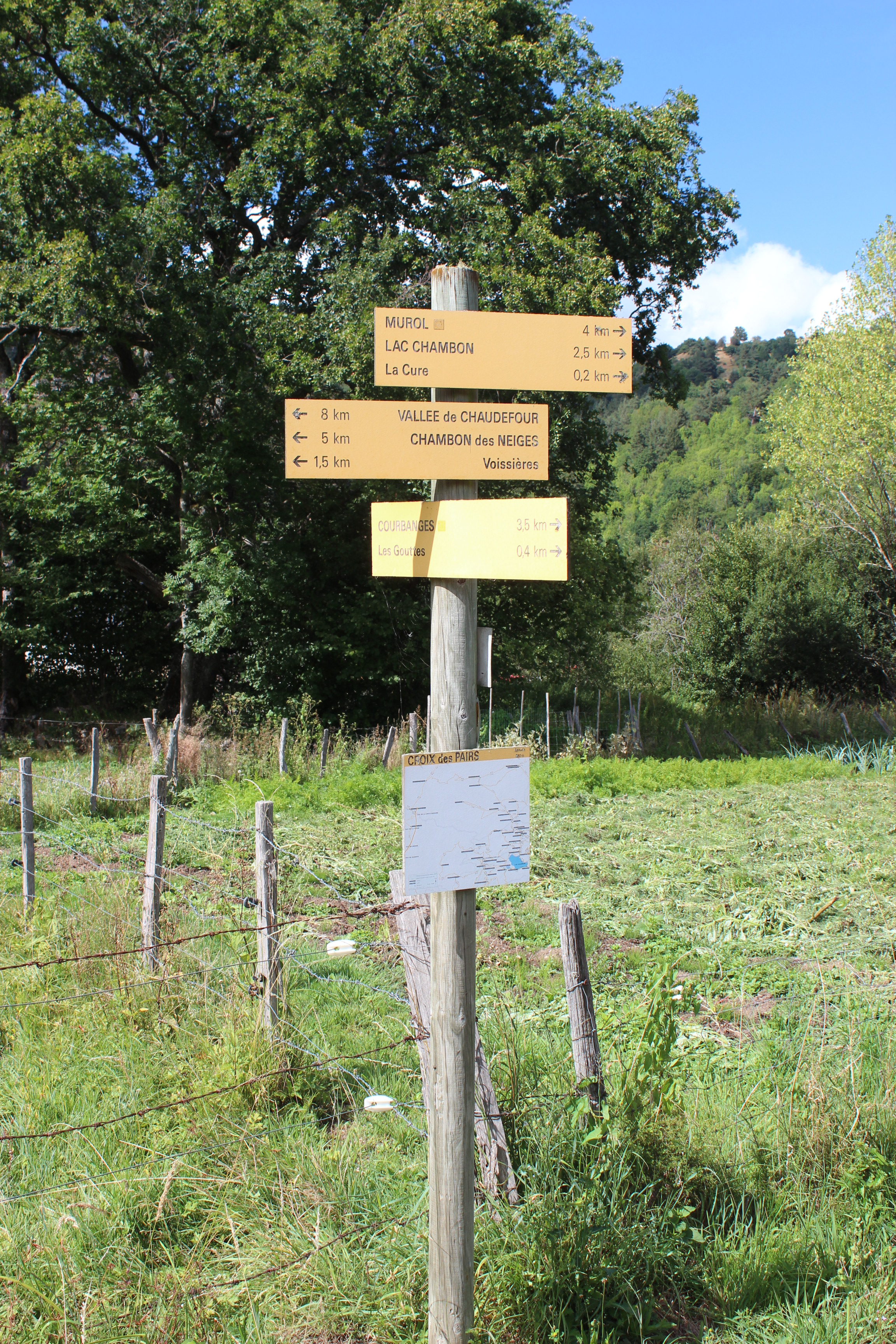
Panneaux de randonnée

### Patrimoine naturel
- Réserve naturelle nationale de la vallée de Chaudefour.

### Personnalités liées à la commune
- Antoine Rabany (1844-1919), sculpteur des Barbus Müller, est né et mort à Chambon-sur-Lac[32].

### Art pictural
Une toile de Marc Chagall, intitulée L'église de Chambon-sur-Lac, est une gouache sur papier peinte en 1926.